# Antonín Kinský (labdarúgó, 2003)
Antonín Kinský (Prága, 2003. március 13. –) cseh labdarúgó, a Tottenham Hotspur kapusa.

## Pályafutása

### Klubcsapatokban

#### Utánpótlás évek
Kinský a Tempo Praha, majd a Bohemians 1905 akadémiáján játszott. 2018-ban, 15 éves korában szerződtette a Dukla.

#### Dukla Praha
Kinský 2020. július 14-én mutatkozott be a Dukla Praha felnőtt csapatában, 17 évesen. Csapata 2–1-re megverte a Třinec-t a bajnokságban. A cseh kupában augusztus 26-án játszott először, kapott gól nélkül lehozva az Admira Praha elleni találkozót.

#### Slavia Praha
201 júliusában leszerződtette a Slavia Praha, négy éves szerződést írt alá. Generációja legjobb cseh kapustehetségének tekintették.
2022 és 2024 között Kinský kölcsönben játszott a Vyškov, illetve a Pardubice csapatainál. A cseh másodosztályban 2023. július 22-én mutatkozott be, a Bohemians 1905 elleni 1–0-ás vereség során. A Pardubice második bajnokiján a szezonban kiállították, majd eltiltották négy mérkőzésre, amit követően további mérkőzéseket kellett kihagynia sérülés miatt. 2023 decemberében lépett újra pályára, a Sparta Praha ellen, majd később a Slovan Liberec ellen először nem kapott gólt a szezonban. Az évad első felében csak négyszer játszott, amit követően viszont 14 lehetőséget kapott májusig.
A 2023–2024-es szezon után eleinte úgy döntött, hogy nem hosszabbít a Slaviával, de miután Jindřich Staněk, a csapat első számú kapusa megsérült, úgy döntött, marad. Első kilenc bajnokiján a szezonban mindössze egy gólt kapott.

#### Tottenham Hotspur
2025. január 5-én Kinský aláírt a Premier League-ben szereplő Tottenham Hotspur csapatával, 2031-ig. Három nappal később már be is mutatkozott, kiemelkedően védett a Liverpool elleni 1–0-ás győzelem során a ligakupa-elődöntőben.

### A válogatottban
Kinský több utánpótlás-válogatottban is képviselte hazáját. 2024 októberében hívták be a felnőtt válogatottba.

## Magánélete
Kinský Antonín Kinský fia, aki korábban válogatott kapus és cseh bajnok volt.

## Statisztika
Frissítve: 2025. január 8.
| Csapar                 | Szezon           | Bajnokság         | Bajnokság | Bajnokság | Kupa | Kupa  | Ligakupa | Ligakupa | Európa | Európa | Egyéb | Egyéb | Összesen | Összesen |
| Csapar                 | Szezon           | Osztály           | P.        | Gólok     | P.   | Gólok | P.       | Gólok    | P.     | Gólok  | P.    | Gólok | P.       | Gólok    |
| ---------------------- | ---------------- | ----------------- | --------- | --------- | ---- | ----- | -------- | -------- | ------ | ------ | ----- | ----- | -------- | -------- |
| Dukla Praha            | 2019–2020        | Národní Liga      | 1         | 0         | 0    | 0     | —        | —        | —      | —      | —     | —     | 1        | 0        |
| Dukla Praha            | 2020–2021        | Národní Liga      | 5         | 0         | 1    | 0     | —        | —        | —      | —      | —     | —     | 6        | 0        |
| Dukla Praha            | Összesen         | Összesen          | 6         | 0         | 1    | 0     | —        | —        | —      | —      | —     | —     | 7        | 0        |
| Slavia Praha           | 2021–2022        | Cseh első osztály | 0         | 0         | 1    | 0     | —        | —        | 0      | 0      | —     | —     | 1        | 0        |
| Slavia Praha           | 2024–2025        | Cseh első osztály | 19        | 0         | 0    | 0     | —        | —        | 10     | 0      | —     | —     | 29       | 0        |
| Slavia Praha           | Összesen         | Összesen          | 19        | 0         | 1    | 0     | —        | —        | 10     | 0      | —     | —     | 30       | 0        |
| Vyškov (kölcsönben)    | 2021–2022        | Národní Liga      | 13        | 0         | 0    | 0     | —        | —        | —      | —      | —     | —     | 13       | 0        |
| Vyškov (kölcsönben)    | 2022–2023        | Národní Liga      | 30        | 0         | 2    | 0     | —        | —        | —      | —      | 2     | 0     | 34       | 0        |
| Vyškov (kölcsönben)    | Összesen         | Összesen          | 43        | 0         | 2    | 0     | —        | —        | —      | —      | 2     | 0     | 47       | 0        |
| Pardubice (kölcsönben) | 2023–2024        | Cseh első osztály | 18        | 0         | 0    | 0     | —        | —        | —      | —      | —     | —     | 18       | 0        |
| Pardubice (kölcsönben) | Összesen         | Összesen          | 18        | 0         | 0    | 0     | —        | —        | —      | —      | 0     | 0     | 18       | 0        |
| Tottenham Hotspur      | 2024–2025        | Premier League    | 0         | 0         | 0    | 0     | 1        | 0        | 0      | 0      | —     | —     | 1        | 0        |
| Karrier összesen       | Karrier összesen | Karrier összesen  | 86        | 0         | 4    | 0     | 1        | 0        | 10     | 0      | 2     | 0     | 103      | 0        |

1. ↑  Négy pályára lépés az UEFA-bajnokok ligájában, hat az Európa-ligában
2. ↑  Pályára lépések a cseh másodosztály rájátszásában

### Klub
- Slavia Praha
  - Cseh bajnok: 2024–25

- Tottenham Hotspur
  - Európa-liga: 2024–25[16]

### Egyéni
- Az év cseh labdarúgója: 2024[17]